# ボヘミアガラス

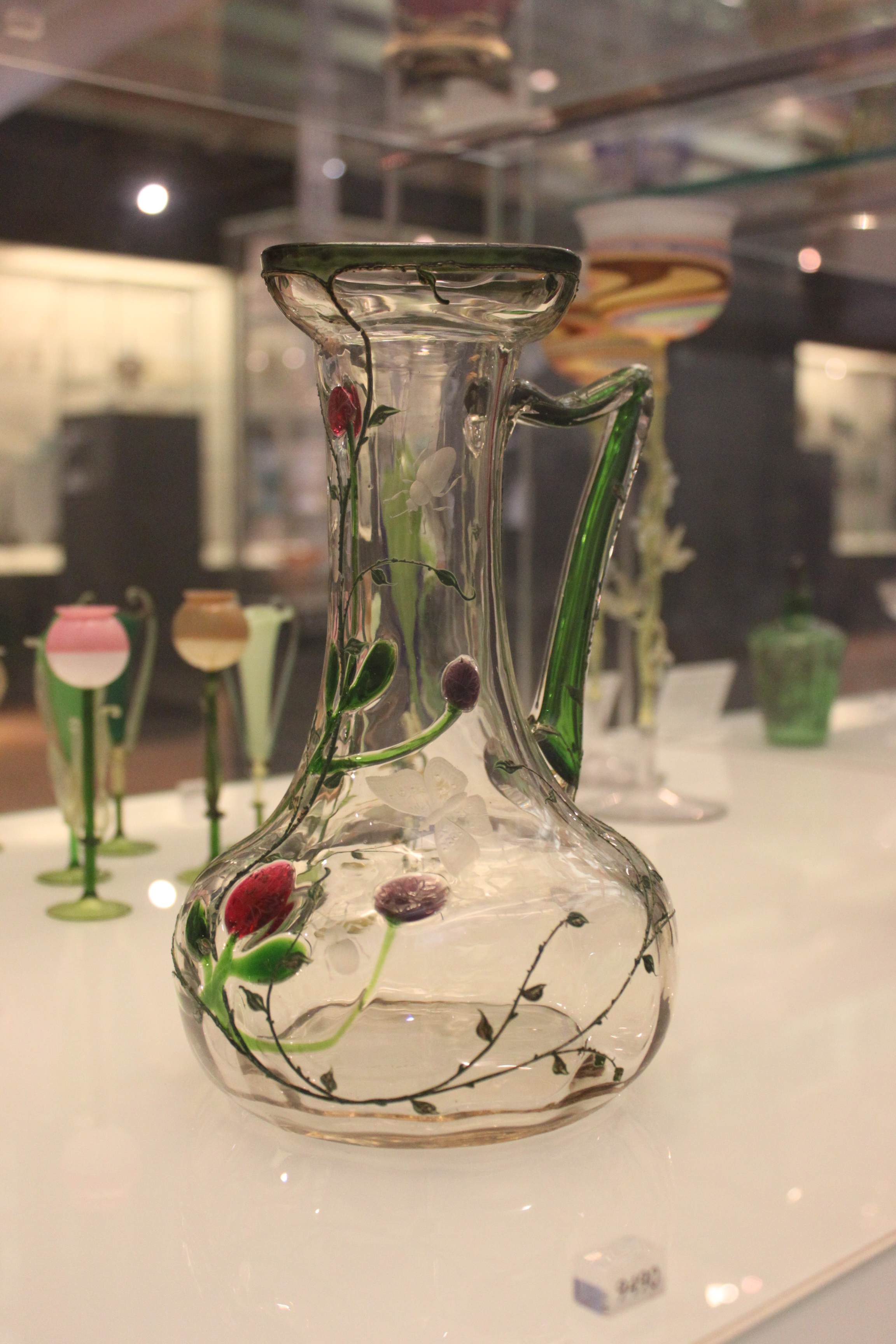
ボヘミアガラス

ボヘミアガラス(英語: Bohemian glass)は、ガラスを加工するチェコの伝統産業のひとつ。

## 特徴
緑のソーダガラスを使った安価な日用品から、丹念なカットと彫り込みが施された高級品のクリスタルガラスまで、様々な種類の製品が存在する。ボヘミア（チェコ西部）産の木灰からとれたカリ（炭酸カリウム）を原料とする無色透明のカリガラス、17世紀に考案された彫り込みがボヘミアガラスの特徴である。銅製の回転盤による浮き彫り、研磨、カットに適したカリガラスによって、独特の特徴が確立されている。
カリ分を主成分とする木灰は、ナトリウム分を主成分とするソーダ灰よりもガラスの透明度を高め、屈折率を大きくする働きがある。適量の酸化マンガンを加えることで、原料に含まれる鉄分から生じる青緑色がガラスから除かれ、無色透明のガラスが作られる。
ボヘミアでガラスの製造が盛んに行われた理由には、ボヘミアはシリカの原料、るつぼに使用する粘土や窯の素材となる岩石にも富んでいたことも挙げられる。また、ヴルタヴァ川（モルダウ川）やエルベ川などのボヘミアを通る河川はガラスの材料と完成した製品の流通路となり、器具の動力となる水車の利用を助けた。

## 歴史

### 黎明期
ボヘミアにおけるガラス工芸の歴史は、13世紀に遡る。12世紀のボヘミアでは教会で使用されるステンドグラスが作られていたが、世俗社会との関係は低く、一般向けのガラス容器が作られるのは13世紀に入ってからである。
13世紀のボヘミアにはヴェネツィアからガラスの製造技術が伝えられていたが、ガラス産業の規模は小さかった。
中世のボヘミアで生産されたガラスは森林地帯で作られる厚手のヴァルトグラス（森林グラス）(en)が中心で、技法は父子相伝のものとなっていた。14世紀に入り神聖ローマ皇帝カール4世（ボヘミア王としてはカレル1世）の治下でプラハがヨーロッパ文化の中心地として繁栄していた時代に、ボヘミアガラスの骨組みが出来上がる。カール4世の時代にボヘミアとヴェネツィアの関係が深まると、徐々にヴェネツィアン・グラスを手本としたガラスが製造されるようになる。しかし、当時のボヘミアガラスは工芸品としては未成熟で、優れた技術はもっぱらステンドグラスの製造に生かされていた。15世紀末までにチェコ・ドイツ国境の森林地帯でガラス工房が発展していき、14世紀末には約20のガラス工房がボヘミアに存在していた。

### ボヘミアガラスの特徴の確立
14世紀末から15世紀初頭のボヘミアでは、主にビザンチングラスの様式を継承したグラスが製造されていた。15世紀半ばにビザンツ帝国（東ローマ帝国）が滅亡、この頃からヴェネツィアのムラーノ島から抜け出してボヘミアに移住するガラス職人が増え始める。16世紀には約90の工房がボヘミアに存在し、ビザンツ、ヴェネツィア、ドイツといった外国の様式を模したグラスが作られていた。17世紀のバロック時代まではヴェネツィアがヨーロッパのガラス容器の生産の中心地であり、ボヘミアのガラス製品もヴェネツィアの影響を受けていた。
プラハを帝国の首都とした神聖ローマ皇帝ルドルフ2世は学芸の保護者として知られ、特にガラス工芸を熱心に保護した。17世紀前半にプラハの宝石カッティング職人カスパル・レーマン（Caspar Lehmann）によって、銅やブロンズ製の回転砥石で宝石をカットするエングレーヴィング技術のガラス細工への応用が考案される。従来のヴェネツィア式のエナメルを使用した絵柄の描画に代わってガラスに直接絵柄が掘り込まれるようになり（グラヴィール彫刻の始まり）、レーマンはルドルフ2世からグラヴィールの独占権を認められた。グラヴィール彫刻はボヘミアとシレジアに普及し、レーマンの弟子ゲオルグ・シュヴァンハルトによってニュルンベルクに伝えられ、ドイツ、オーストリアにも技術が広まった。それ以降、従来の加工法を結合させ、装飾的なバロック様式が施されたガラス細工がヨーロッパの市場で知られるようになった。プラハの宮廷で流行したボヘミアガラスはハプスブルク家の愛用品となり、ヨーロッパ各国の宮廷で珍重された。レーマンら初期のガラス職人の作品は、ガラスを面ごと削ぎ取ったとも思える大胆なカットと、緻密な掘り込みが共存しており、彼らが培った伝統は後世の最高級品の中にも根付いている。
1660年代から1670年代にかけての期間には、ボヘミアでクリスタッロ（ヴェネツィアで開発された無色の薄いソーダガラス）よりもグラヴィール彫刻に適した、輝度の高い硬質のカリガラスが開発された。ガラスの原料の一つとなるソーダ灰について、ボヘミアはジェノヴァからの輸入に依存しており、しばしば供給に不都合をきたした。ソーダ灰の代用品として、シレジアの山地で伐採された木材から作った石灰（ライム）が使われるようになる。1680年代にはミヒャエル・ミューラーによって、木灰を利用した石灰カリガラスが発明される。しかし、ミューラーのガラスは石灰の量の調節が難しいために均等な品質の維持に困難をきたし、ガラスの品質が安定するようになるのは18世紀に入ってからである。また、カットとグラヴィールの発展と共に、窯、材料の調合の割合、除冷法にも改良が加えられていった。18世紀末には乳白ガラスが開発され、ドイツ製の磁器を模倣した作品が多く作られた。
こうしてカットとグラヴィールというボヘミアガラスの特徴と、ヨーロッパにおけるボヘミアのガラス産業の高い地位が確立し、18世紀にはヴェネツィアのガラス工芸に影響を与えるようになった。18世紀のボヘミアにはグラヴィール彫刻とカットを手掛ける工房が多く稼働していたが、それでも各国からの注文に生産が追い付かず、シレジア地方やドイツのベルリンから職人が招集された。ボヘミアガラスの流行には体系された流通網も重要な役割を果たし、ボヘミアガラスはヨーロッパ、さらにはアメリカに輸出された。ボヘミアガラスの販売店はヨーロッパだけでなく、イズミル、カイロ、ベイルート、ニューヨークなどにも置かれていた。

### 有色ガラスの開発
三十年戦争後にボヘミアがハプスブルク帝国に編入された後も、ボヘミアのガラス工芸は時代ごとに新たな作風が開拓されていく。18世紀中頃から19世紀前半にかけて続いた戦争はボヘミアのガラス産業に大打撃を与え、ヨーロッパ各国が輸入品に高い関税をかけたためにボヘミアガラスの輸出量は激減する。さらに古典主義時代には、ボヘミアガラスはイギリスの鉛クリスタルガラスの影響を強く受けた。面ごとガラスをカットするイギリス風のダイヤモンド・カットに対抗して、ボヘミアではV字形に掘り込んだ直線の溝を交差させる様式が新たに考案され、V字形の溝が交差して生まれる輝きはボヘミアガラス独自のスタイルとして定着する。
19世紀にボヘミアガラスに訪れた危機は、有色ガラスの開発によって克服される。1832年頃にはフリードリッヒ・エガーマン（ペドジフ・エゲルマン）によって、かつてステンドグラスに使われていたステイニング（酸化銀、酸化銅を使ったガラスの着色法）が再発明される。エガーマンはステイニングを利用して、大理石や木の年輪のような多層の模様をもつリシアリンガラスを開発した。ほかにエガーマンは半貴石を模した瑪瑙ガラス、孔雀石を模したジャスパーグラスを開発し、開発した素材の上にエナメル金彩を描いてボヘミアガラスの新たな境地を開拓した。エガーマンによって発明された有色ガラスの一つであるヒアリスガラスは、濃度の高い赤・黒色のガラスで、イギリスのウェッジウッドから着想を得たと考えられている。
19世紀半ばには、ガラス職人クラリクによって様々な色のアラバスターガラスが発明された。有色ガラスを利用した技法の一つには、ガラスの生地に有色ガラスを重ね、カットやグラヴィール彫刻を施していく被せガラスがある。19世紀には輸出用の登録商標として「ボヘミア・クリスタル」という名称が考案され、ブランド・イメージの向上に大きな役割を果たした。
19世紀末にはボヘミアガラス独特の特徴は徐々に失われていき、作業工程の機械化が進展していく。こうした趨勢に対して、ボヘミアガラスの伝統と技法を守ろうとする動きが起こり、各地にガラス製造のための教育機関が続々と設立される。1890年代には、ボヘミアガラスにもアール・ヌーヴォーの影響が及んだ。アール・ヌーヴォー期には、ガラスに薬品を塗って虹色の被膜を作り出すラスター彩の技術が再生され、ラスター彩による虹彩ガラスが人気を博した。1903年から1938年まで活動していたウィーン工房はボヘミアやモラヴィアの工房に作業を外注し、ウィーンの簡素なデザインはボヘミアガラスにも影響を与える。
1925年にパリで開催されたパリ万国博覧会（アール・デコ博覧会）に出品されたヤロスラフ・ホレイックのグラヴィール彫刻は高い評価を受けた。

### 第二次世界大戦後の動向
1948年に、ボヘミアのガラス産業はチェコスロバキア政府によって国有化される。社会主義下のチェコスロバキアでは国策として重工業が優先され、ガラス産業も他の中工業と同じように規模が縮小されようとしていた。第二次世界大戦後にプラハ芸術アカデミーの教授職に就いたヨセフ・カプリツキーは、教え子たちに密かに西側諸国の現代美術の知識を伝え、自由な精神と独創性を育て上げた。1957年にミラノで開催されたトリエンナーレに出品された作品はボヘミアガラスの国際的な評価を高め、1958年のブリュッセル万国博覧会にもボヘミアガラスが出展される。チェコのパビリオンにはカプリツキーの指導を受けた若手の作品が並び、彼らの作品は国際的に高い評価を受けた。万博での成功の結果、ガラス産業はチェコスロバキアの政治的プロパガンダの広告塔とされ、手厚い国家援助を受けた。
国家によって選抜された芸術家たちは、工場で量産されるガラス製品のデザインや素材の開発を手掛けるとともに、芸術性を追求する創作活動のために工場を利用することもできた。こうした環境は個人規模では不可能な制作活動を可能にし、チェコのガラス芸術は国際的に高い域に達する。社会主義時代のガラス工芸の中心人物であるスタニスラフ・リベンスキーは応用美術アカデミーで後進の育成にあたり、妻のヤロスラヴァ・ブリフトヴァーと共に多くの国家的プロジェクトに着手した。リベンスキーらによる作品の一つに、聖ヴィート大聖堂内の聖ヴァーツラフ礼拝堂の窓が挙げられる。

## 技法・模様
ボヘミアグラスの製法の一つに、18世紀に考案されたドウボイスチェンカ（複層ガラス、英語で「ゴールド・サンドイッチ」）がある。ヘレニズム期から利用されている技法で、密着する相似形の大小のグラスの間に模様を彫刻した金箔や銀箔を挟み込む。1730年代から1750年代にかけて流行したが、19世紀初頭にドウボイスチェンカの技術は消失する。
ドウボイスチェンカが流行した18世紀には、黒エナメルや金箔で文様を描くロココ・グラスも考案された。あらかじめ多面カットを施したグラスに単色のシノワズリ文様やロココ文様を描く技法で、無色の素地に文様が浮き出すように見える。ロココ・グラスは19世紀初期まで製造されていたが、ドウボイスチェンカと同様に19世紀中に技術が失われる。